# Quirinus-Gymnasium Neuss
Das Quirinus-Gymnasium Neuss ist ein Neusser Gymnasium, dessen Namenspatron der römische Tribun und Märtyrer Quirinus von Neuss ist. Die Schule mit humanistischem Profil hat ihre Wurzeln in der im Jahre 1302 zum ersten Mal erwähnten städtischen Neusser Lateinschule und dem 1616 gegründeten Gymnasium der Jesuiten. Es gehört somit zu den ältesten Schulen im deutschen Sprachraum.

## Geschichte

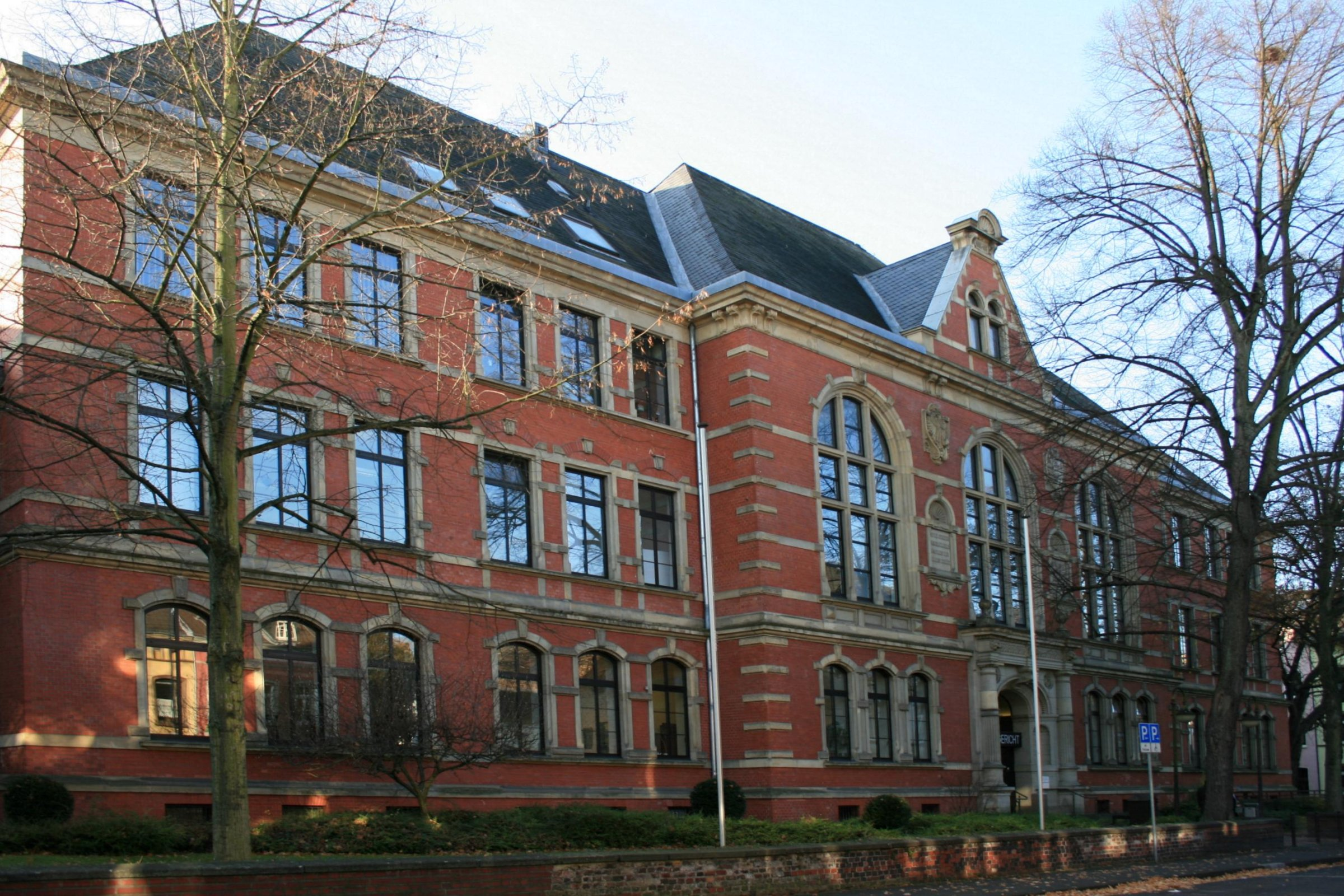
In dem ehemaligen Gebäude des Quirinus-Gymnasiums befindet sich zurzeit das Amtsgericht Neuss. Das Eingangsportal des Gebäudes ist unter anderem geprägt durch Säulen, Muschelnischen und Löwenköpfe.

Ein genaues Gründungsdatum der Schule ist nicht überliefert. Erstmals urkundlich erwähnt wurde die Schule am 4. Oktober 1302 als Neusser Lateinschule unter Führung von Magister Johannes. Unter dem Rektor Heinrich Schirmer wurde die Lateinschule im Jahre 1562 auf vier Klassen erweitert und erhielt damit nach damaligen Maßstäben den Status eines humanistischen Gymnasiums. Am 14. November 1616 nahmen die Jesuiten im Neusser Jesuitenkloster zwischen Oberstraße und Mühlenstraße den Unterricht in drei Klassen auf. Schulleiter war zu dem Zeitpunkt Goswinus Nickel, der spätere Ordensgeneral der Jesuiten. Das Jesuitenkloster, in dem die Schule untergebracht war, existiert heute nicht mehr. Der einzige Überrest des Klosters ist der Neusser Jesuitenturm am Jesuitenhof. Die Lateinschule wurde als einjährige Vorbereitungsschule für das Gymnasium weitergeführt. 1619 wurde die Schule auf fünf Klassen vervollständigt. Die Zahl von zunächst 20 Schülern stieg schnell an und erreichte 1666 den Höchststand von 258 Schülern.
1772 wurde nach der Aufhebung des Jesuitenordens der Unterricht zunächst von Ex-Jesuiten und Weltgeistlichen weitergeführt. Die Observanten, eine Untergruppierung der Franziskaner, übernahmen die Schule 1783. Schulgebäude wurde das Observantenkloster am Freithof, gelegen neben dem Neusser Zeughaus und in unmittelbarer Nähe des Quirinus-Münster. In den ersten Jahren der beginnenden französischen Besetzung der Rheinlande blieb das Franziskaner-Gymnasium 1794 zunächst bestehen. Im Zuge der Säkularisation wurde 1802 auch das Observantenkloster aufgelöst. Die Schule ging in städtische Trägerschaft über und wurde 1803 nach der Vereinigung mit der Lateinschule und der deutschen Schule école secondaire und collège nach französischem Muster. Ab 1810 wurde der Unterricht in sechs Klassen durchgeführt. 1814 nach dem Abzug der Franzosen blieb die Schule in der Trägerschaft der Stadt. Das „Collegium Novesiense“ wurde nach dem Standard des preußischen Schulwesens nur noch Progymnasium. In dieser Zeit werden etwa 100 Schüler unterrichtet. Im Zusammenhang mit der Einrichtung eines Knabenseminars in Neuss (Collegium Marianum) wurde die Schule 1852 zum Vollgymnasium mit neunjährigem Unterricht und Abiturabschluss ausgebaut. Die Schülerzahl stieg bis auf 359 im Schuljahr 1869/70.
Im Jahre 1875 wurde die Schule als Königliches Gymnasium in die Trägerschaft des Staates Preußen übernommen. Am 7. Januar 1889 wurde der Schulneubau an der Breite Straße (heute Amtsgericht Neuss) eingeweiht. Schulleiter war zu diesem Zeitpunkt Karl Tücking. Bis zum Ersten Weltkrieg erhöhte sich die Schülerzahl auf 420. Das Ende des Ersten Weltkrieges brachte 1918 die Abschaffung der deutschen Monarchien und die Umbenennung des „Königlichen“ in ein „Staatliches Gymnasium“ mit sich. Die Zahl der Schüler erreichte 1929 einen Höchststand von 573, ging in den dreißiger Jahren aber wieder zurück. Zur Einweihung eines Erweiterungsbaues an der Kanalstraße wurde am 10. November 1930 die Bezeichnung „Quirinus-Gymnasium“ ministeriell genehmigt. Der in der Zeit des Nationalsozialismus wieder abgeschaffte Name „Quirinus-Gymnasium“ wurde mit Erlass vom 7. September 1956 wieder eingeführt.
Zum Jahresbeginn 1974 übernahm die Stadt Neuss wieder die Schulträgerschaft. Am 29. Januar 1979 wurde der Neubau auf dem ehemaligen Gelände des Collegium Marianum und des Gesellenhauses an Breite Straße und Sternstraße bezogen und am 8. September vom Kölner Erzbischof Joseph Kardinal Höffner feierlich eingeweiht. Der Neubau war durch den starken Anstieg der Schülerzahlen in den 1970er Jahren (Höchststand 1140 im Schuljahr 1981/82) notwendig geworden. Man kann mit Sicherheit davon ausgehen, dass sich der als Erzbischof von Köln zwar zurückgetretene, aber immer noch recht aktive Kardinal Joseph Frings Mitte der 1970er Jahre für den Verkauf des Geländes zur Errichtung des neuen Domizils seiner alten Schule eingesetzt hat. 1984 beteiligte sich das Quirinus-Gymnasium mit der historischen Klamauködie „Die Römer kommen“ am offiziellen Festakt „2000 Jahre Neuss“ in der Stadthalle Neuss. 1991 wurde auf Antrag der Schulkonferenz vom Rat der Stadt Neuss die Einführung der Koedukation am Quirinus-Gymnasium beschlossen. 1995 fand die Abschlussfeier des Bundeswettbewerbs Latein für das Land Nordrhein-Westfalen im Rahmen eines großen Schulfestes am Quirinus-Gymnasium statt. Im Jahre 1997 fand erstmals der Klassen-Instrumentalunterricht (Streicher- und Bläsergruppen in Sexta und Quinta) in Kooperation mit der Musikschule Neuss statt. Das Quirinus-Gymnasium beteiligte sich am Quirinusjahr 2000 mit zahlreichen Kunstarbeiten, darunter einem großformatigen Glasfenster. Das „Quirinusical“, eine musikalische Komödie über den Beginn der Quirinus-Verehrung in Neuss, brachte es im Jubiläumsjahr zu zahlreichen Aufführungen. Im Jahre 2008 erreichte die Schülerzahl mit 1280 Schülerinnen und Schülern einen neuen Höchststand. Am 27. Februar 2010 wurde die Mathematik-Olympiade des Landes Nordrhein-Westfalen am Quirinus-Gymnasium durchgeführt. Am 1. Juli 2016 feierte das Quirinus-Gymnasium seine 400 Jahre mit geladenen Gästen und ehemaligen Schülern; Festredner beim Festakt, an dem auch Bundesgesundheitsminister Hermann Gröhe und die nordrhein-westfälische Schulministerin und stellvertretende Ministerpräsidentin Sylvia Löhrmann teilnahmen, war FAZ-Herausgeber Jürgen Kaube. 2017 brachten die Abiturienten des Jahrgangs die Schule mit einem missglückten Abistreich in die bundesweiten Medien.

## Sprachliches Angebot
Das Quirinus-Gymnasium bietet ein großes Spektrum an Sprachen an. Es reicht von Englisch und Latein (ab Klasse 5 oder 7) über Französisch (ab Klasse 7 oder 9) und Altgriechisch (ab Klasse 9) bis zu Spanisch (neu einsetzend in der Oberstufe). Weiterhin steht billingualer Fachunterricht im Fach Erdkunde der Mittelstufendifferenzierung. Nicht nur aufgrund der über 700-jährigen Geschichte der Schule wird neben den modernen Fremdsprachen auch den alten Sprachen große Bedeutung beigemessen, was sich im möglichen Erwerb von Latinum und Graecum widerspiegelt. Latein, Englisch und Französisch kann in der Oberstufe als Leistungskurs belegt werden und auch Altgriechisch ist als Abiturfach im Grundkurs möglich. Im Französischen können regelmäßig DELF und DALF-Prüfungen abgelegt werden. In der Oberstufe kann weiterhin neben dem Englischunterricht auch ein Kurs in Business Englisch belegt werden. Außerdem ist es für die Schülerinnen und Schülern möglich, das Cambridge Proficiency Zertifikat abzulegen.

## Bibliothek
Die Bibliothek des Quirinus Gymnasiums enthält etwa 1130 Titel aus der Zeit bis 1900. Aus dem 16. Jahrhundert stammen 11 Titel, aus dem 17. Jahrhundert 32 Titel und aus dem 18. Jahrhundert 126 Titel. Etwa 940 Titel sind Ausgaben des 19. Jahrhunderts zuzuordnen. Den restlichen Titeln ist kein genaues Erscheinungsdatum zu entnehmen. Das älteste Buch der Schule ist eine 1514 erschienene lateinische Ausgabe der Werke des Flavius Josephus. In ihrem Einband sind zwei vollständige Pergamentblätter einer medizinischen Handschrift aus dem 14. Jahrhundert verarbeitet. Die meisten Werke der Bibliothek thematisieren die Antike und deutsche Geschichte sowie die klassische Philologie. Etwa die Hälfte des Gesamtbestandes ist daher auf Latein und Altgriechisch verfasst. Weitere Werke der Bibliothek verteilen sich auf verschiedene thematische Einzelgruppen, zu dessen wertvollsten Büchern drei botanische Werke aus der „Alten Bibliothek“ zählen.

## Liste der Schulleiter
- ~ 1302: Magister Johannes
- 1562–1585: Heinrich Schirmer[6]
- 1616–1620: Goswinus Nickel[7]
- 1806–1825: Theodor Glasmacher
- 1852–1871: Carl Menn
- 1873–1896: Karl Tücking
- 1898–1911: Johannes Zenses
- 1914–1923: Paul Fischer
- 1923–1934: Prälat Lambert Heuken
- 1934–1944: Heinrich Klemmer
- 1945–1956: Ferdinand Krüppel
- 1956–1963: Josef Hasbach
- 1964–1971: Eugen Söhngen
- 1971–1990: Ulrich Schwarz
- 1990–2012: Johannes Hamacher[8]
- Seit 2012: Ulrich Dauben

## Ehemalige Schüler
- Otto Bardenhewer, katholischer Theologe
- Christoph Becker, Rechtswissenschaftler
- Manfred Becker-Huberti, Theologe, Pressesprecher des Erzbistums Köln
- Hans Gottfried Bernrath, Politiker (SPD)
- Wolfgang Binsfeld, Klassischer und Provinzialrömischer Archäologe
- Franz Rudolf Bornewasser, Bischof von Trier
- Heinrich Brand, Leiter des Bundespresseamtes, Regierungspräsident
- Jürgen Dahmen, Fusionmusiker und Filmkomponist
- Adolf Flecken, Politiker (Zentrum, CDU), Innen- und Finanzminister NRW
- Josef Frings, Erzbischof von Köln und Metropolit der Kölner Kirchenprovinz (1942–1969), Kardinal (1946–1978), Neusser Ehrenbürger
- Johannes Geismann, politischer Beamter, Staatssekretär im Bundesfinanzministerium
- Robert Gentz, Unternehmer und Gründer von Zalando
- Carl Gielen, römisch-katholischer Priester, Offizial des Erzbistums Köln und Kölner Dompropst
- Peter Gilles, Jurist und Kommunalpolitiker
- Hermann Gröhe, Politiker (CDU), Generalsekretär der CDU (2009–2013), Bundesgesundheitsminister
- Hans-Heinrich Grosse-Brockhoff, Kulturpolitiker der CDU, Kulturstaatssekretär NRW
- Bartholomäus Haanen, Kaufmann, MdR
- Franziskus von Heereman, Professor und Inhaber des Stiftungslehrstuhls für Anthropologie, Religionsphilosophie, Ethik an der Philosophisch-Theologischen Hochschule Vallendar
- Christoph Heusgen, Diplomat a. D., Vorsitzender der Münchener Sicherheitskonferenz
- Friedhelm Hofmann, Weihbischof in Köln, Bischof von Würzburg
- Heinz Günther Hüsch, Rechtsanwalt, MdB (CDU)
- Eduard Hüsgen, Journalist
- Christoph Ingenhoven, Architekt
- Hans-Gerd Jauch, Wirtschaftsjurist und Insolvenzverwalter
- Gerhard Kallen, Historiker
- Robert Kleine, römisch-katholischer Theologe, Dom- und Stadtdechant von Köln
- Janine Kohlmann, moderne Fünfkämpferin
- Martin Theo Krieger, Filmregisseur und Drehbuchautor
- Joseph Lange, Journalist, Historiker, Heimatforscher und Stadtarchivdirektor
- Peter Joseph Lausberg, Weihbischof in Köln
- Wilhelm Loschelder, Jurist, Verwaltungsbeamter und Staatssekretär
- Wolfgang Loschelder, Verwaltungsrechtler, Staatskirchenrechtler und Rektor der Universität Potsdam
- Franz Lütgenau, Reichstagsabgeordneter der SPD
- Armin Maiwald, Autor, Regisseur und Fernsehproduzent
- Thomas Marschler, Universitätsprofessor
- Jakob Maybaum, römisch-katholischer Geistlicher
- Manfred Melzer, Weihbischof in Köln
- Helmut Moll, römisch-katholischer Priester, Exeget und Historiker
- Herbert Napp, ehemaliger Bürgermeister von Neuss
- Peter Opladen, Theologe und Autor
- Theodor Püllen, Admiral
- Joseph Rappenhöner, Theologe und Hochschullehrer
- Gerhard Rauschen, Theologe und Kirchenhistoriker
- Bertold Mathias Reinartz, Politiker (CDU), Bürgermeister von Neuss
- Bernhard Robben, literarischer Übersetzer
- Johann Theodor Rottels, Pädagoge und Philosoph sowie Mitglied im Görreskreis
- Bernd Ruland, Journalist und Schriftsteller
- Wilhelm Schepping, Musikwissenschaftler
- Franz Jakob Scheuffgen, Dompropst in Trier
- Hans Schick, Historiker
- Heinrich Schipperges, Medizinhistoriker
- Franz Josef Schmitt, Oberstadtdirektor von Neuss, RWE-Vorstand, Gründer der Stiftung cor unum
- Karl Schorn, Schriftsteller
- Franz Steinbach, Historiker
- Wilhelm Stockums, Weihbischof in Köln
- Leo Storm, Volkswirt und Politiker (CDU)
- Hermann Wilhelm Thywissen, Oberbürgermeister und Ehrenbürger von Neuss
- Heinrich Uhlendahl, Bibliothekar
- Josef de Vries, Jesuit und Philosoph
- Sebastian Vollmer, Footballspieler in der National Football League
- Wilhelm Werhahn (Unternehmer, 1939), Unternehmer
- Herbert Weyher, Verwaltungsjurist, Präsident der Klosterkammer Hannover
- Hubert Winkels, Journalist, Schriftsteller und Literaturkritiker
- Arnold Wolff, Kölner Dombaumeister
- Tobias Wulf, Architekt und Hochschullehrer